# Bellings
Bellings ist ein Stadtteil von Steinau an der Straße im hessischen Main-Kinzig-Kreis.

## Geografische Lage
Bellings liegt an beiden Seiten des Erlenbaches im Nordosten des Main-Kinzig-Kreises auf einer Höhe von 250 m über NN etwa vier Kilometer östlich des Hauptortes.
Bellings grenzt im Norden an den Ort Niederzell, im Osten an den Ort Hohenzell, im Süden an den Gutsbezirk Spessart und im Westen an Steinau.

## Geschichte
Historische Namensformen
In erhaltenen Urkunden wurde Bellings unter den folgenden Namen erwähnt (in Klammern das Jahr der Erwähnung): Beldinges (1167), Beldiges (1343), Bellinges (1397) und Bellings (1418)-

### Mittelalter
Die Ansiedlung wurde wohl schon um 800 n. Chr. gegründet. Die älteste erhaltene Erwähnung stammt aber aus dem Jahr 1167. Das Dorf gehörte zum Amt Schlüchtern, einem Lehen des Bischofs von Würzburg. Zunächst im Besitz derer von Grumbach, erbten das Dorf 1243 die Grafen von Rieneck, die es 1316 an die Herren von Hanau (ab 1429: Grafschaft Hanau) verkauften. Bei der Hanauer Landesteilung von 1456 kam Bellings zur Grafschaft Hanau-Münzenberg.

### Frühe Neuzeit
Die Grafschaft Hanau-Münzenberg schloss sich in der Reformation zunächst der lutherischen Konfession an, ab 1597 war sie reformiert. Ursprünglich war Bellings kirchlich nach Schlüchtern eingepfarrt, erst seit 1843 nach Hohenzell. Die Eigenschaft als Würzburger Lehen führte nach der Reformation zu Spannungen zwischen der nun zunächst lutherischen, ab 1597 reformierten Grafschaft Hanau-Münzenberg und dem weiter römisch-katholischen Bistum Würzburg. Ein langjähriger Prozess vor dem Reichskammergericht dauerte von 1571 bis 1624 und endete mit einem Restitutionsmandat über das Amt Schlüchtern zugunsten Würzburgs. Von 1628 bis 1631 war es deshalb von Würzburg besetzt, im Zuge des Dreißigjährigen Krieges 1631–1637 wieder von Hanau und ab 1637 erneut von Würzburg. 1656 kam es zu einem Vergleich zwischen Hanau und Würzburg, wobei Hanau das Amt Schlüchtern – und damit auch Bellings – erhielt und dem Bistum dafür Orb überließ.
Mit dem Tod des letzten Hanauer Grafen, Johann Reinhard III., fiel Bellings 1736 mit der ganzen Grafschaft Hanau-Münzenberg an die Landgrafschaft Hessen-Kassel, aus der 1803 das Kurfürstentum Hessen wurde.

### Neuzeit
Während der napoleonischen Zeit stand Bellings ab 1806 unter französischer Militärverwaltung, gehörte 1807–1810 zum Fürstentum Hanau und dann von 1810 bis 1813 zum Großherzogtum Frankfurt, Departement Hanau. Anschließend fiel es wieder an das Kurfürstentum Hessen zurück. Nach der Verwaltungsreform des Kurfürstentums Hessen von 1821, im Rahmen derer Kurhessen in vier Provinzen und 22 Kreise eingeteilt wurde, gehörte Bellings zum Landkreis Schlüchtern. 1866 wurde das Kurfürstentum nach dem Preußisch-Österreichischen Krieg von Preußen annektiert und ist nach dem Zweiten Weltkrieg Bestandteil des Bundeslandes Hessen geworden. Bellings wechselte entsprechend die Verwaltungen, denen es zugehörte.
Hessische Gebietsreform (1970–1977)
Zum 1. Dezember 1969 wurde die bis dahin selbständige Gemeinde Bellings im Vorfeld der Gebietsreform in Hessen auf freiwilliger Basis in die Stadt Steinau als Stadtteil eingemeindet. Für den Stadtteil Bellings wurde, wie für die anderen Stadtteile von Steinau, ein Ortsbezirk eingerichtet.
Mit der Hessischen Gebietsreform wurde der Landkreis Schlüchtern im Jahr 1974 aufgelöst und Bellings liegt seit dem im Main-Kinzig-Kreis.
Am 1. Januar 1978 wurde die Stadt Steinau amtlich in Steinau an der Straße umbenannt.

### Verwaltungsgeschichte im Überblick
Die folgende Liste zeigt die Staaten und Verwaltungseinheiten, denen Bellings angehört(e):
- vor 1458: Heiliges Römisches Reich, Grafschaft Hanau
- ab 1458: Heiliges Römisches Reich, Grafschaft Hanau-Münzenberg, Amt Schlüchtern
- ab 1642: Heiliges Römisches Reich, Grafschaft Hanau-Lichtenberg, Amt Schlüchtern
- ab 1736: Heiliges Römisches Reich, Landgrafschaft Hessen-Kassel, Amt Schlüchtern
- ab 1803: Heiliges Römisches Reich, Landgrafschaft Hessen-Kassel, Fürstentum Hanau,[Anm. 2] Amt Schlüchtern
- 1806–1810: Kaiserreich Frankreich,[Anm. 3] Fürstentum Hanau, Amt Schlüchtern (Militärverwaltung)
- 1810–1813: Großherzogtum Frankfurt, Departement Hanau, Distrikt Steinau
- ab 1816: Kurfürstentum Hessen,[Anm. 4] Fürstentum Hanau, Amt Schlüchtern[7]
- ab 1821/22: Kurfürstentum Hessen, Provinz Hanau, Kreis Schlüchtern[8][Anm. 5]
- ab 1848: Kurfürstentum Hessen, Bezirk Hanau
- ab 1851: Kurfürstentum Hessen, Provinz Hanau, Kreis Schlüchtern
- ab 1867: Königreich Preußen,[Anm. 6] Provinz Hessen-Nassau, Regierungsbezirk Kassel, Kreis Schlüchtern
- ab 1871: Deutsches Reich, Königreich Preußen, Provinz Hessen-Nassau, Regierungsbezirk Kassel, Kreis Schlüchtern
- ab 1918: Deutsches Reich, Freistaat Preußen, Provinz Hessen-Nassau, Regierungsbezirk Kassel, Kreis Schlüchtern
- ab 1944: Deutsches Reich, Freistaat Preußen, Provinz Nassau, Landkreis Schlüchtern
- ab 1945: Deutsches Reich, Amerikanische Besatzungszone,[Anm. 7] Groß-Hessen, Regierungsbezirk Wiesbaden, Landkreis Schlüchtern
- ab 1946: Deutsches Reich, Amerikanische Besatzungszone, Hessen, Regierungsbezirk Wiesbaden, Landkreis Schlüchtern
- ab 1949: Bundesrepublik Deutschland, Hessen, Regierungsbezirk Wiesbaden, Landkreis Schlüchtern
- ab 1968: Bundesrepublik Deutschland, Hessen, Regierungsbezirk Darmstadt, Landkreis Schlüchtern
- ab 1969: Bundesrepublik Deutschland, Hessen, Regierungsbezirk Darmstadt, Landkreis Schlüchtern. Stadt Steinau
- ab 1974: Bundesrepublik Deutschland, Hessen, Regierungsbezirk Darmstadt, Main-Kinzig-Kreis, Stadt Steinau
- ab 1978: Bundesrepublik Deutschland, Hessen, Regierungsbezirk Darmstadt,  Main-Kinzig-Kreis, Stadt nach „Steinau an der Straße“ umbenannt

## Bevölkerung

### Einwohnerstruktur 2011
Nach den Erhebungen des Zensus 2011 lebten am Stichtag dem 9. Mai 2011 in Bellings 609 Einwohner. Darunter waren 9 (1,5 %) Ausländer.
Nach dem Lebensalter waren 102 Einwohner unter 18 Jahren, 149 waren zwischen 18 und 49, 141 zwischen 50 und 64 und 117 Einwohner waren älter.
Die Einwohner lebten in 237 Haushalten. Davon waren 54 Singlehaushalte, 72 Paare ohne Kinder und 84 Paare mit Kindern, sowie 21 Alleinerziehende und 6 Wohngemeinschaften. In 39 Haushalten lebten ausschließlich Senioren und in 147 Haushaltungen leben keine Senioren.

### Einwohnerentwicklung
| Quelle: Historisches Ortslexikon |                                   |
| • 1538:                          | 16 Steuernde                      |
| • 1587:                          | 20 Schützen und 6 Spießer         |
| • 1632:                          | 28 Haushaltungen                  |
| • 1753:                          | 36 Haushaltungen mit 224 Personen |
| • 1812:                          | 46 Feuerstellen, 345 Seelen       |

| Bellings: Einwohnerzahlen von 1812 bis 2021 | Bellings: Einwohnerzahlen von 1812 bis 2021 | Bellings: Einwohnerzahlen von 1812 bis 2021 | Bellings: Einwohnerzahlen von 1812 bis 2021 | Bellings: Einwohnerzahlen von 1812 bis 2021 |
| --- | ------------------------------------------- | ------------------------------------------- | ------------------------------------------- | ------------------------------------------- |
| Jahr |                                             |                                             |                                             | Einwohner                                   |
| 1812 | 1812                                        |                                             | 345                                         | 345                                         |
| 1834 | 1834                                        |                                             | 404                                         | 404                                         |
| 1840 | 1840                                        |                                             | 409                                         | 409                                         |
| 1846 | 1846                                        |                                             | 414                                         | 414                                         |
| 1852 | 1852                                        |                                             | 405                                         | 405                                         |
| 1858 | 1858                                        |                                             | 372                                         | 372                                         |
| 1864 | 1864                                        |                                             | 400                                         | 400                                         |
| 1871 | 1871                                        |                                             | 365                                         | 365                                         |
| 1875 | 1875                                        |                                             | 354                                         | 354                                         |
| 1885 | 1885                                        |                                             | 347                                         | 347                                         |
| 1895 | 1895                                        |                                             | 367                                         | 367                                         |
| 1905 | 1905                                        |                                             | 368                                         | 368                                         |
| 1910 | 1910                                        |                                             | 389                                         | 389                                         |
| 1925 | 1925                                        |                                             | 395                                         | 395                                         |
| 1939 | 1939                                        |                                             | 419                                         | 419                                         |
| 1946 | 1946                                        |                                             | 608                                         | 608                                         |
| 1950 | 1950                                        |                                             | 587                                         | 587                                         |
| 1956 | 1956                                        |                                             | 498                                         | 498                                         |
| 1961 | 1961                                        |                                             | 509                                         | 509                                         |
| 1967 | 1967                                        |                                             | 517                                         | 517                                         |
| 1970 | 1970                                        |                                             | 528                                         | 528                                         |
| 1980 | 1980                                        |                                             | ?                                           | ?                                           |
| 1990 | 1990                                        |                                             | ?                                           | ?                                           |
| 2000 | 2000                                        |                                             | ?                                           | ?                                           |
| 2008 | 2008                                        |                                             | 683                                         | 683                                         |
| 2011 | 2011                                        |                                             | 609                                         | 609                                         |
| 2015 | 2015                                        |                                             | 624                                         | 624                                         |
| 2021 | 2021                                        |                                             | 661                                         | 661                                         |
| Datenquelle: Historisches Gemeindeverzeichnis für Hessen: Die Bevölkerung der Gemeinden 1834 bis 1967. Wiesbaden: Hessisches Statistisches Landesamt, 1968. Weitere Quellen: LAGIS; Stadt Steinau; Zensus 2011 |                                             |                                             |                                             |                                             |

### Historische Religionszugehörigkeit
| • 1885: | 346 evangelische (= 99,71 %), ein katholischer (= 0,29 %) Einwohner |
| • 1961: | 468 evangelische (= 91,94 %), 40 katholische (= 7,86 %) Einwohner   |

## Politik
Für Bellings besteht ein Ortsbezirk (Gebiete der ehemaligen Gemeinde Bellings) mit Ortsbeirat und Ortsvorsteher nach der Hessischen Gemeindeordnung.
Der Ortsbeirat besteht aus fünf Mitgliedern. Bei den Kommunalwahlen in Hessen 2021 betrug die Wahlbeteiligung zum Ortsbeirat 48,99 %. Alle Kandidaten gehören der Liste „Bürger für Bellings“ an. Der Ortsbeirat wählte Jürgen Schmidt zum Ortsvorsteher.

## Sehenswürdigkeiten

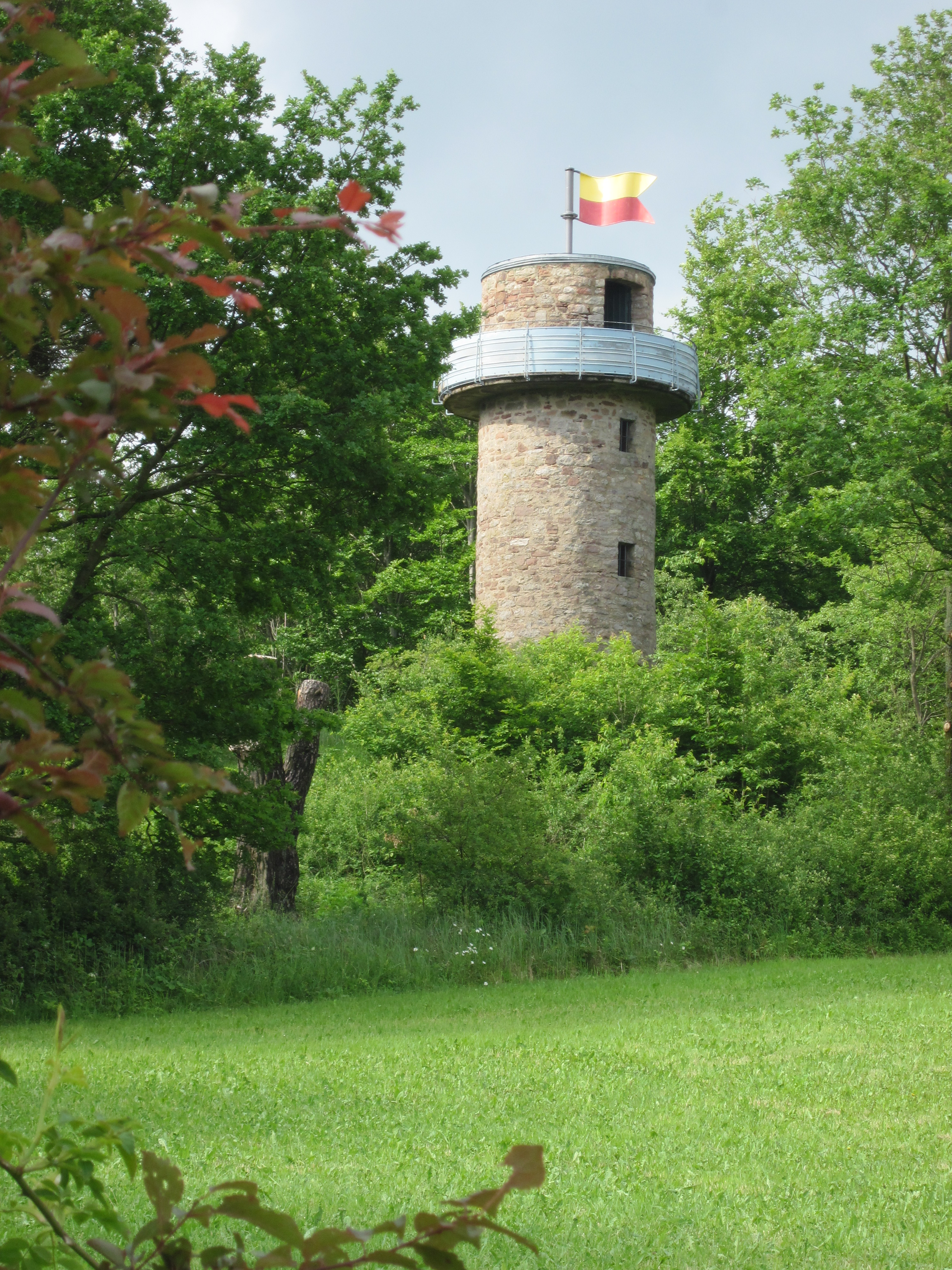
Bellinger Warte

- Die Bellinger Warte, war ein im Mittelalter errichteter Wachtturm. Sie war eine von vier Warten um Steinau, die zusammen mit Wällen, Gräben und Hecken der Landwehr dienten. Am Parkplatz an der Bellinger Warte ist ein Teilstück dieser Wallgrabenanlage noch deutlich erkennbar. Der heutige Turm wurde als 9,5 m[13] hoher Nachbau 1964/65 errichtet und dient als Aussichtsturm auf Steinau und Bellings.
- Unterhalb der Bellinger Warte hat sich ein kleines Stück Wacholderheide-Landschaft erhalten.
- Am 10. Oktober 2010 wurde um 10.10 Uhr die neue Uhr auf dem Bürgerhaus eingeweiht.[14]